# Únehle
Únehle település Csehországban, Tachovi járásban. Únehle Stříbro, Kšice és Erpužice településekkel határos. Lakosainak száma 136 fő (2024. január 1.).

## Népesség
A település lakosságának változását az alábbi diagram mutatja:
| Lakosok száma | 326  | 312  | 299  | 146  | 102  | 119  | 131  | 136  | 138  | 136  |
|               | 1869 | 1900 | 1921 | 1961 | 1980 | 2011 | 2016 | 2019 | 2021 | 2024 |